# Santiago Challenger
Il Santiago Challenger è un torneo professionistico di tennis giocato sulla terra rossa, che fa parte dell'ATP Challenger Tour. Si disputa annualmente in Cile nella Regione Metropolitana di Santiago, dal 2005 al 2009 a Providencia e dal 2011 sui campi del Club Manquehue a Vitacura.
Negli anni in cui si è giocato a Providencia il torneo era chiamato Challenger de Providencia e nel 2011 prese il nome Cachantún Cup per motivi pubblicitari. Nel 2021 cambiò lo sponsor principale e divenne Itaú ATP Challenger Tour Santiago. Non furono giocate le edizioni del 2010, a causa del terremoto che colpì il Cile quell'anno, e quella del 2020 per la pandemia di COVID-19. Le edizioni Santiago Challenger II e III del 2021 facevano parte del Circuito Legión Sudamericana promosso per aiutare lo sviluppo professionale dei tennisti sudamericani.

## Albo d'oro

### Singolare
| Anno     | Campione                                          | Finalista                                         | Punteggio                                         |
| -------- | ------------------------------------------------- | ------------------------------------------------- | ------------------------------------------------- |
| 2025     | Daniel Elahi Galán                                | Thiago Monteiro                                   | 7–5, 6–3                                          |
| 2024     | Juan Pablo Varillas (2)                           | Facundo Bagnis                                    | 6–3, 6–2                                          |
| 2023     | Hugo Dellien (3)                                  | Thiago Seyboth Wild                               | 3–6, 6–3, 6–3                                     |
| 2022     | Hugo Dellien (2)                                  | Alejandro Tabilo                                  | 6–3, 4–6, 6–4                                     |
| 2021 (3) | Sebastián Báez (2)                                | Felipe Meligeni Alves                             | 3–6, 7–6(6), 6–1                                  |
| 2021 (2) | Juan Pablo Varillas (1)                           | Sebastián Báez                                    | 6–4, 7–5                                          |
| 2021 (1) | Sebastián Báez (1)                                | Tomás Barrios Vera                                | 6–3, 7–6(4)                                       |
| 2020     | Annullato per pandemia di Coronavirus             | Annullato per pandemia di Coronavirus             | Annullato per pandemia di Coronavirus             |
| 2019     | Hugo Dellien (1)                                  | Wu Tung-lin                                       | 5–7, 7–6(1), 6–1                                  |
| 2018     | Marco Cecchinato                                  | Carlos Gómez-Herrera                              | 1–6, 6–1, 6–1                                     |
| 2017     | Rogério Dutra da Silva                            | Nicolás Jarry                                     | 7–5, 6–3                                          |
| 2016     | Facundo Bagnis (3)                                | Rogério Dutra da Silva                            | 6(3)–7, 6–4, 6–3                                  |
| 2015     | Facundo Bagnis (2)                                | Guilherme Clezar                                  | 6–2, 5–7, 6–2                                     |
| 2014     | Thiemo de Bakker                                  | James Duckworth                                   | 4–6, 7–6(10), 6–1                                 |
| 2013     | Facundo Bagnis (1)                                | Thiemo de Bakker                                  | 7–6(2), 7–6(3)                                    |
| 2012     | Paul Capdeville                                   | Antonio Veić                                      | 6–3, 6–7, 6–3                                     |
| 2011     | Máximo González (2)                               | Éric Prodon                                       | 7–5, 0–6, 6–2                                     |
| 2010     | Non disputato per il terremoto del Cile del 2010. | Non disputato per il terremoto del Cile del 2010. | Non disputato per il terremoto del Cile del 2010. |
| 2009     | Máximo González (1)                               | Mariano Zabaleta                                  | 6–4, 6–3                                          |
| 2008     | Thomaz Bellucci                                   | Eduardo Schwank                                   | 6–3, 3–6, 6–1                                     |
| 2007     | Martín Vassallo Argüello                          | Fabio Fognini                                     | 1–6, 7–5, 6–4                                     |
| 2006     | Boris Pašanski                                    | Paul Capdeville                                   | 6–2, 7–6(9)                                       |
| 2005     | Tomas Behrend                                     | Adrián García                                     | 7–6(3), 4–6, 6–2                                  |

### Doppio
| Anno     | Campiones                                         | Finalisti                                             | Punteggio                                         |
| -------- | ------------------------------------------------- | ----------------------------------------------------- | ------------------------------------------------- |
| 2025     | Vasil Kirkov Matías Soto                          | Mateus Alves Luís Britto                              | 6–4, 6–3                                          |
| 2024     | Fernando Romboli (2) Marcelo Zormann              | Boris Arias Federico Zeballos                         | 7–6(5), 6–4                                       |
| 2023     | Pedro Boscardin Dias João Lucas Reis da Silva     | Diego Hidalgo Cristian Rodríguez                      | 6–4, 3–6, [10–7]                                  |
| 2022     | Diego Hidalgo (2) Cristian Rodríguez              | Pedro Cachín Facundo Mena                             | 6–4, 6–4                                          |
| 2021 (3) | Evan King Max Schnur                              | Hans Hach Verdugo Miguel Ángel Reyes Varela           | 3–6, 7–6(3), [16–14]                              |
| 2021 (2) | Diego Hidalgo (1) Nicolás Jarry (3)               | Evan King Max Schnur                                  | 6–3, 5–7, [10–6]                                  |
| 2021 (1) | Luis David Martínez Gonçalo Oliveira              | Rafael Matos Felipe Meligeni Alves                    | 7–5, 6–1                                          |
| 2020     | Annullato per pandemia di Coronavirus             | Annullato per pandemia di Coronavirus                 | Annullato per pandemia di Coronavirus             |
| 2019     | Franco Agamenone Fernando Romboli (1)             | Facundo Argüello Martín Cuevas                        | 7–6(5), 1–6, [10–6]                               |
| 2018     | Romain Arneodo Jonathan Eysseric                  | Guido Andreozzi Guillermo Durán                       | 7–6(4), 1–6, [12–10]                              |
| 2017     | Tomás Barrios Vera Nicolás Jarry (2)              | Máximo González Andrés Molteni                        | 6–4, 6–3                                          |
| 2016     | Julio Peralta Hans Podlipnik-Castillo             | Facundo Bagnis Máximo González                        | 7–6(4), 4–6, [10–5]                               |
| 2015     | Andrés Molteni Guido Pella                        | Andrea Collarini Máximo González                      | 7–6(7), 3–6, [10–4]                               |
| 2014     | Cristian Garín Nicolás Jarry (1)                  | Jorge Aguilar Hans Podlipnik-Castillo                 | walkover                                          |
| 2013     | Marcelo Demoliner João Souza                      | Federico Delbonis Diego Junqueira                     | 7–5, 6–1                                          |
| 2012     | Paul Capdeville Marcel Felder                     | Jorge Aguilar Daniel Garza                            | 6(3)–7, 6–4, [10-7]                               |
| 2011     | Horacio Zeballos (2) Máximo González              | Guillermo Rivera-Aránguiz Cristóbal Saavedra-Corvalán | 6–3, 6–4                                          |
| 2010     | Non disputato per il terremoto del Cile del 2010. | Non disputato per il terremoto del Cile del 2010.     | Non disputato per il terremoto del Cile del 2010. |
| 2009     | Horacio Zeballos (1) Sebastián Prieto             | Flávio Saretta Rogério Dutra da Silva                 | 7–6(2), 6–2                                       |
| 2008     | Eduardo Schwank Mariano Hood                      | Brian Dabul Jean-Julien Rojer                         | 6–3, 6–3                                          |
| 2007     | Brian Dabul Marc López                            | Horacio Zeballos Pablo Cuevas                         | 6–2, 3–6, [10–8]                                  |
| 2006     | Sergio Roitman Máximo González                    | Felipe Parada Jorge Aguilar                           | 6–4, 6–3                                          |
| 2005     | Giovanni Lapentti Damián Patriarca                | Enzo Artoni Ignacio González King                     | 6–2, 4–6, 6–4                                     |